# خانه زهرا بیگم اسدالهی زوج
خانه زهرا بیگم اسداللهی زوج مربوط به دوره قاجار است و در شیراز، محله گود عربان، کوچه بیت العباس واقع شده و این اثر در تاریخ ۱۰ خرداد ۱۳۸۲ با شمارهٔ ثبت ۹۰۰۳ به‌عنوان یکی از آثار ملی ایران به ثبت رسیده است. و تخریب شده است